# Aremberg
Aremberg (anticamente Arenberg) è un comune di 233 abitanti della Renania-Palatinato, in Germania.
Appartiene al circondario (Landkreis) di Ahrweiler (targa AW) ed è parte della comunità amministrativa (Verbandsgemeinde) di Adenau.
Fu per secoli il centro dei domini tedeschi del Casato di Arenberg e anzi dette il nome al Ducato di Arenberg, un ducato sovrano poi notevolmente ingrandito fino ad aver qualche migliaio di kmq a inizio Ottocento quando però il centro originario era occupato dalla Francia di Napoleone.